# Johnny Sins
Steve Wolfe, mais conhecido pelo pseudônimo Johnny Sins (nascido em 31 de dezembro de 1978, em Pittsburgh), é um ator pornográfico norte-americano. Entrou para a indústria do cinema adulto em 2006, aos 28 anos de idade. Johnny já gravou cenas com várias divas da indústria pornográfica. como Alexis Texas, Dani Daniels, Julia Ann, , Kendra Lust e a ex-atriz pornográfica Sasha Grey.

## Indicações

### Prêmios AVN
| Ano  | Prêmio      | Categoria                            | Trabalho                    | Resultado |
| ---- | ----------- | ------------------------------------ | --------------------------- | --------- |
| 2019 | Prêmios AVN | Favorite Male Porn Star (Fan Awards) | —                           | Venceu    |
| 2019 | Prêmios AVN | Male Performer of the Year           | —                           | Indicado  |
| 2018 | Prêmios AVN | Male Performer of the Year           | —                           | Indicado  |
| 2018 | Prêmios AVN | Best Boy/Girl Sex Scene              | Young & Beautiful 3         | Indicado  |
| 2018 | Prêmios AVN | Favorite Male Porn Star (Fan Awards) | —                           | Venceu    |
| 2017 | Prêmios AVN | Favorite Male Porn Star (Fan Awards) | —                           | Venceu    |
| 2016 | Prêmios AVN | Best Boy/Girl Sex Scene              | Life Part 2                 | Indicado  |
| 2015 | Prêmios AVN | Male Performer of the Year           | —                           | Indicado  |
| 2012 | Prêmios AVN | Most Outrageous Sex Scene            | Introducing the Russo Twins | Indicado  |
| 2011 | Prêmios AVN | Best Couples Sex Scene               | Performers of the Year 2010 | Indicado  |
| 2010 | Prêmios AVN | Best Threeway Sex Scene              | Cum-Spoiled Sluts           | Indicado  |
| 2009 | Prêmios AVN | Best Group Sex Scene                 | Cheerleaders                | Indicado  |
| 2009 | Prêmios AVN | Best Threeway Sex Scene              | Cheerleaders                | Indicado  |
| 2008 | Prêmios AVN | Best Couples Sex Scene - Vídeo       | Fuck Club                   | Indicado  |

### X-Rated Critics Organization
| Ano  | Prêmio       | Categoria | Trabalho      | Resultado |
| ---- | ------------ | --------- | ------------- | --------- |
| 2009 | Prêmios XRCO | -         | Best New Stud | Indicado  |

### Prêmio XBIZ
| Ano  | Prêmio      | Categoria                     | Trabalho        | Resultado |
| ---- | ----------- | ----------------------------- | --------------- | --------- |
| 2015 | Prêmio XBIZ | Best Scene - Vignette Release | Doctor's Orders | Indicado  |
| 2014 | Prêmio XBIZ | Best Scene - Feature Movie    | Bridesmaids     | Indicado  |
| 2014 | Prêmio XBIZ | Male Performer of the Year    | -               | Indicado  |